# Alexander J. Herrmann

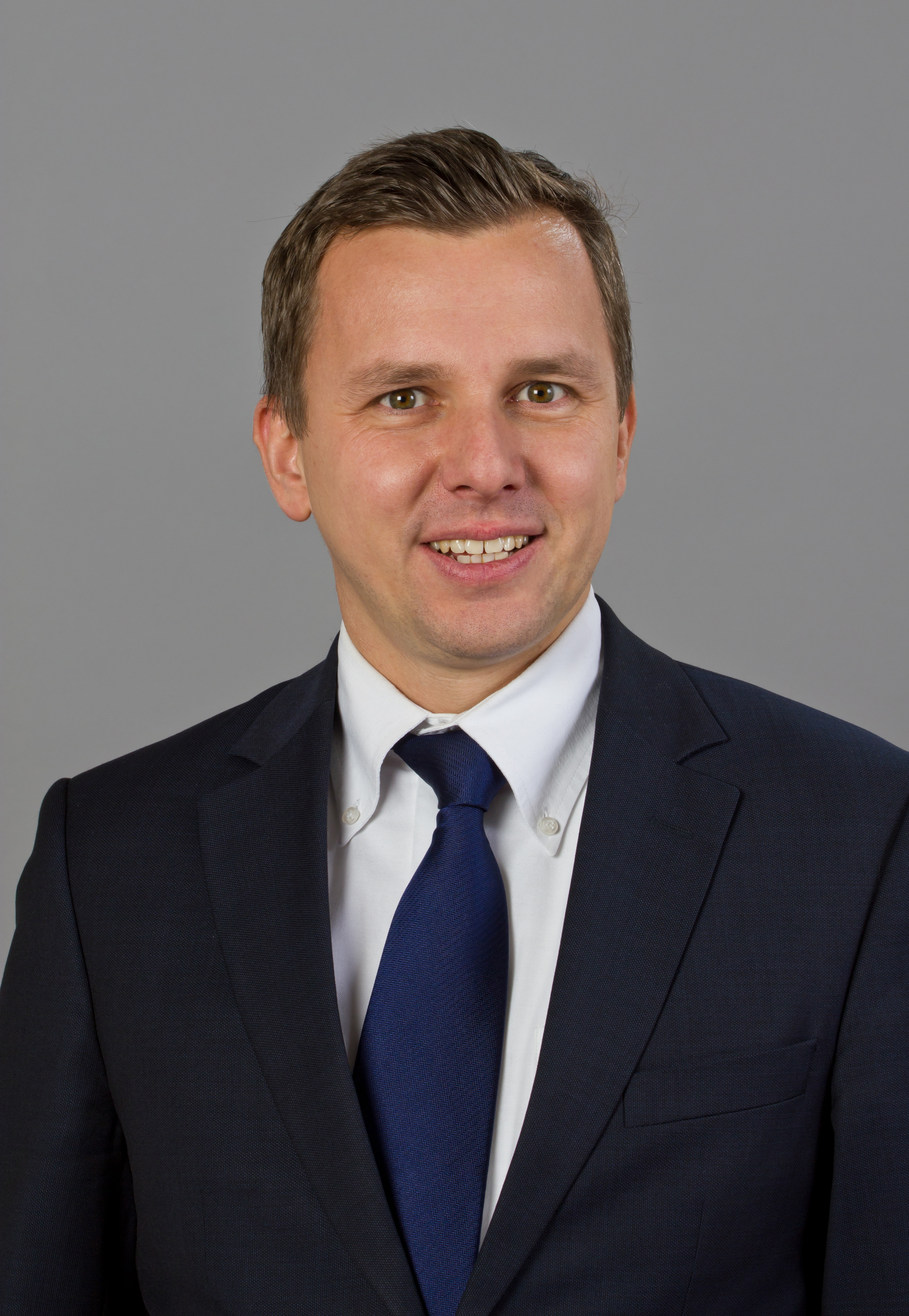
Alexander Jon Herrmann

Alexander Jon Herrmann (* 20. Dezember 1975 in Ost-Berlin) ist ein deutscher Politiker (CDU). Er ist seit 2021 erneut Mitglied Abgeordnetenhauses von Berlin, dem er bereits von 2011 bis 2016 angehörte.

## Leben
Im Krankenhaus Berlin-Friedrichshain geboren, wuchs Herrmann zunächst in Marzahn und später im damaligen Stadtbezirk Hellersdorf auf. Nach dem Abitur 1995 am 1. Gymnasium Berlin-Hellersdorf leistete Herrmann seinen Grundwehrdienst ab, bevor er 1996 ein Studium der Rechtswissenschaften an der Freien Universität Berlin aufnahm. Im Anschluss an das Studium absolvierte er sein Referendariat am Kammergericht Berlin. Seit Februar 2004 ist er als Rechtsanwalt tätig, seit 2004 als Gesellschafter in der Sozietät Herrmann und Herrmann.

## Mitgliedschaften
Herrmann ist Mitglied der Rechtsanwaltskammer Berlin und des Berliner Anwaltsvereins. Er engagiert sich ehrenamtlich im Verein Helfende Hand für den Mittelstand e.V., im Verein der Märkischen Eigenheim- und Grundstücksbesitzer, im Unionhilfswerks, im Fußballvereins Rot-Weiss '90 Hellersdorf e.V., im Helle Hunde e.V., im Fußballvereins HFC Berlin e.V. und im Vereins zur Förderung der Jugendfeuerwehr & Freiwilligen Feuerwehr Berlin Hellersdorf. Außerdem ist er Beisitzer im Vorstand der Vereinigung der Helfer und Förderer des Technischen Hilfswerkes in Berlin-Marzahn e. V. Er ist stellvertretender Vorsitzender des Vereins zur Förderung der Jugendfeuerwehr & Freiwilligen Feuerwehr Berlin Hellersdorf e. V. und war bis September 2016 Mitglied im Aufsichtsrat der Liegenschaftsfonds Berlin Verwaltungsgesellschaft mbH. Die Bezirksverordnetenversammlung Marzahn-Hellersdorf hat Herrmann in ihrer Sitzung am 23. März 2017 zudem mehrheitlich zum Mitglied des Verwaltungsrates der Kindergärten NordOst - Eigenbetrieb von Berlin gewählt. Mit Ablauf der Legislatur im September 2021 ist er aus dem Verwaltungsrat ausgeschieden. Im April 2024 wurde Herrmann zum Vizepräsidenten des DRK-Kreisverband Berlin-Nordost e.V. gewählt.

## Politik
Der CDU trat Herrmann 2008 in Marzahn-Hellersdorf bei. Seit 2009 ist er Kreisvorsitzender der Mittelstands- und Wirtschaftsvereinigung (MIT) der CDU Wuhletal. Darüber hinaus war Herrmann zwischen 2009 und 2011 Beisitzer im Landesvorstand der Mittelstands- und Wirtschaftsvereinigung (MIT) der CDU Berlin. Von 2009 bis Februar 2013 war er zudem Vorstandsmitglied des CDU-Ortsverbandes Biesdorf. Seit Februar 2013 ist Herrmann Vorsitzender des CDU-Ortsverbandes Kaulsdorf-Nord. Seit März 2017 ist er auch Stellvertretender Kreisvorsitzender der CDU Wuhletal.
Ab Juni 2011 entsandte ihn seine Partei als Bürgerdeputierten in die Bezirksverordnetenversammlung (BVV) Marzahn-Hellersdorf, bevor er dort im Oktober 2011 Bezirksverordneter wurde. Bereits einen Monat später legte er sein Mandat nieder, um am 4. November 2011 für den bisherigen Abgeordneten Christian Gräff in das Abgeordnetenhaus von Berlin nachzurücken. Er war Sprecher für Tierschutz der CDU-Fraktion. Im Abgeordnetenhaus war Herrmann Mitglied des Haushaltsausschusses sowie der Unterausschüsse Vermögensverwaltung und Haushaltskontrolle. Darüber hinaus war Herrmann auch Mitglied im 2. Untersuchungsausschuss Staatsoper. 2016 schied er aus dem Abgeordnetenhaus aus.
Seit der Konstituierung der Bezirksverordnetenversammlung Marzahn-Hellersdorf am 27. Oktober 2016 ist Herrmann als Bezirksverordneter Mitglied der CDU-Fraktion. Am 10. November 2016 wurde er von den Mitgliedern der Fraktion einstimmig zum Fraktionsvorsitzenden gewählt und bis zum Ende der Legislatur in diesem Amt entsprechend bestätigt.
Bei der Abgeordnetenhauswahl 2021 wurde er als Abgeordneter der Ortsteile Kaulsdorf-Nord und Hellersdorf-Süd durch das Direktmandat in das Abgeordnetenhauses von Berlin gewählt. Bei der Wiederholungswahl 2023 konnte er seinen Sitz im Abgeordnetenhaus verteidigen. Von der CDU-Fraktion wurde er zum Rechtspolitischen Sprecher gewählt. Nach der Wahlwiederholung 2023 wurde er in dieser Aufgabe bestätigt und ergänzend zum Feuerwehrpolitischen Sprecher der Fraktion sowie zum Mitglied des Ältestenrats des Berliner Abgeordnetenhauses gewählt.

## Ehrungen
- Ehrenzeichen des Landesfeuerwehrverbandes Berlin in Bronze – 2016
- Ehrenzeichen des Landesfeuerwehrverbandes Berlin in Silber – 2021
- Deutsche Feuerwehr-Ehrenmedaille - 2024